# Funciones cognitivas
Las funciones cognitivas son las herramientas que el cerebro humano utiliza para interpretar todo lo que lo rodea y son aquellos procesos cognitivos  encargados de recibir, seleccionar, almacenar y elaborar la información del medio ambiente para los seres humanos. Es una capacidad estrictamente humana. Las funciones cognitivas  están continuamente activadas y colaborando con el cerebro para que los humanos podamos realizar cualquier tipo de actividad, sea hablar, leer, comprender un texto, escribir, escuchar música, tocar un instrumento musical, socializar, conversar, crear una obra de arte, tallar un mueble, dirigir una orquesta, dar una clase, etc. Las funciones cognitivas más importantes son la percepción, la atención, la orientación, la memoria, las gnosias, las funciones ejecutivas, las praxias, el lenguaje, la emoción, la cognición social y las habilidades visoespaciales.

## Función
Los procesos cognitivos son las operaciones mentales que realiza el cerebro para procesar información, trabajando con la información que le rodea, almacenándola y analizándola para poder tomar decisiones. Las funciones ejecutivas son aquellas que supervisan y controlan el resto de procesos cognitivos, es decir,  las rutinas responsables de la monitorización y regulación de los procesos cognitivos durante la realización de las tareas cognitivas mayor complejidad. Las funciones  cognitivas son procesos que permiten el conocimiento y la interacción con el medio ambiente, mientras que las funciones ejecutivas incluyen la planificación, la toma de decisiones, el establecimiento de metas, la organización, el inicio y finalización de tareas, la flexibilidad cognitiva, la monitorización y la anticipación. Son mecanismos que determinan la forma en que los humanos adquieren información del entorno y utilizan su conocimiento y experiencia.
Hay tres procesos básicos que del desarrollo de la percepción humana que son la adquisición de sensaciones, la percepción y la atención.Se sabe que existe una correlación positiva entre la actividad física, el deporte y las funciones cognitivas. Las funciones cognitivas son esenciales en cualquier forma de ejercicio. La actividad física facilita la neuroplasticidad de ciertas estructuras cerebrales y, como resultado, mejora las funciones cognitivas.

## Deficiencias
Las deficiencias cognitivas afectan la calidad de vida.Los déficits en las funciones básicas como la velocidad de procesamiento y la distracción contribuyen a las deficiencias cognitivas complejas como la memoria de trabajo, la planificación, la flexibilidad cognitiva y las funciones de la memoria.Por ejemplo, las concentraciones anormales de hormonas tiroideas pueden provocar el deterioro de los procesos cognitivos a través de cambios en la neurotransmisión, la intensificación del estrés oxidativo o el impacto en la transformación de β-amiloide y el metabolismo de la glucosa en el sistema nervioso central. Pero también aparecen deficiencias congnitivas en distintas patologías neurológicas y psiquiátricas. Las deficiencias cognitivas provocan alteraciones en el pensamiento, en el aprendizaje, en la memoria, en la toma de decisiones y en el juicio. Los signos pueden ser disminución o pérdida de la memoria, dificultades de concentración, imposibilidad de completar actividades comenzadas, dificultades de comprensión o para  seguir instrucciones y dificultades para solucionar problemas de la vida cotidiana. 